# Benedict-Reagenz
Das Benedict-Reagenz ist ein Reagenz, das in der organischen Chemie unter dem Namen "Benedict-Reaktion" (auch: "Benedict-Test") zum Nachweis von reduzierenden Zuckern, Flavonoiden und Cumarinen verwendet wird. Es wurde 1908 vom amerikanischen Chemiker Stanley Benedict (1884–1936) erfunden.

## Zusammensetzung und Herstellung
Das Reagenz setzt sich aus zwei Lösungen zusammen. Die erste Lösung enthält Natriumcitrat (Natriumsalz der Citronensäure) und Natriumcarbonat, welche in Wasser gelöst werden. Eine zweite Lösung aus Kupfer(II)-sulfat in Wasser wird zugegeben. Durch den Ersatz von Hydroxid durch Carbonat ist das Reagenz weniger stark ätzend und durch die Verwendung von Citrat anstatt Tartrat ist es stabiler als das Fehling-Reagenz. Das Benedict-Reagenz lässt sich z. B. in einem schulischen Chemielabor mit einfachen Mitteln selbst herstellen: Man benötigt vier 250 mL-Flaschen (ähnlich wie für Fehling-Reagenz I und II) und vier Benedict-Etiketten, weiterhin eine Heizplatte mit Magnetrührer, einen Rührmagneten, ein 1000 mL-Becherglas, 173 g Natriumcitrat, 100 g wasserfreies Natriumcarbonat (oder 270 g Natriumcarbonat-Decahydrat) und ca. 600 mL demineralisiertes Wasser (Tipp: bei Erwärmen löst sich das Natriumcarbonat besser). In einem zweiten Gefäß werden 17,3 g Kupfersulfat-Pentahydrat in ca. 100 mL demineralisiertem Wasser gelöst. Dann werden beide Lösungen unter Rühren vereinigt, nach dem Abkühlen im Messkolben auf 1000 mL aufgefüllt und auf die vier Flaschen aufgeteilt. Für die Erstellung korrekter Etiketten stellt die DGUV das Portal DEGINTU zur Verfügung, das für Schulen und schulähnliche Einrichtungen kostenfrei nutzbar ist.

## Nachweis
Das Benedict-Reagenz dient wie das Fehling-Reagenz zum Nachweis von reduzierenden Zuckern, Flavonoiden und Cumarinen. In der Lösung fällt dann ein Niederschlag aus, der je nach Zuckerkonzentration rot, gelb oder grün ist. Im schulischen Chemieunterricht ist es bei der gemäß RiSU vorgeschriebenen Gefährdungsbeurteilung dem Fehling-Reagenz vorzuziehen, da Natriumcarbonat anstelle von Natriumhydroxid eingesetzt wird und somit bei gleicher Wirkung eine geringere Gefahr vorhanden ist.

### Praktische Nutzanwendung in der Medizin
Bis zum Aufkommen der Blutzuckermessung mittels Teststreifen in den 1970er Jahren stand den Patienten mit Diabetes mellitus zur Stoffwechselselbstkontrolle nur die Messung der Glukose-Ausscheidung im Urin (Harnzucker-Selbstkontrolle) zur Verfügung, u. a. mittels der Benedict-Probe. Dafür benötigt man Benedict-Lösung, 1 Teelöffel, 1 Pipette, ein Reagenzglas mit Handhalter und eine Spiritusflamme. Man gibt 1 Teelöffel Benedict-Lösung in das Reagenzglas, fügt 8 Tropfen Urin hinzu und kocht die Flüssigkeit 2 Minuten über der Flamme. Bleibt die Lösung klarblau, ist keine Glukose im Urin enthalten. Bei ca. 0,1 % Glukose wird die Lösung dunkelgrün, bleibt aber noch klar. Bei 0,5 % wird sie trübe, bei ca. 1 % wird sie gelb-oliv, bei 1,5–2 % braun und bei mehr als 2 % ziegelrot. Das Testergebnis erlaubt, die Therapie (Insulindosis, Mahlzeit, körperliche Aktivität) unmittelbar anzupassen.

## Reaktionsschema
Formal wird die organische Verbindung durch die Kupferionen oxidiert. Es bildet sich ein Niederschlag von Kupfer(I)-oxid und die entsprechende organische Verbindung, am Beispiel eines Aldehydes also:
{\displaystyle \mathrm {R{-}CHO+2\ Cu^{2+}+4\ OH^{-}\longrightarrow \ R{-}COOH+\ Cu_{2}O+2\ H_{2}O} }
Die Reaktion muss im alkalischen Bereich ablaufen.
Ist der Aldehyd ein reduzierender Zucker, so ist nicht die jeweilige Zuckersäure das Reaktionsprodukt, sondern ein Oson.